# Органски статути
Органски статути или Органски регуламенти (руски: Органический регламент) је била нека врста примитивних уставних аката донесених у Влашкој и Молдавији 1831. и 1832. године. Статути су донети на интервенцију Русије која је по окончању Руско-турског рата обавезала султана Махмуда да прихвати њихово доношење.

## Историја
Након склапања Једренског мира, Николај је у Букурешт послао грофа Павела Кисељева као команданта окупационе војске. Исторемено, он је био и опуномоћени председник Дивана Молдавије и Влашке који је задужен за спровођење мировних услова. Кисељев је затекао земљу у расулу, похарану болестима и глађу. Уз помоћ локалног становништва, предузео је хитне мере. Најзначајније је било увођење статута. Њих је писала заједничка молдавско-влашка комисија, а прегледани су у Петрограду. Након што су их потрдиле скупштине у Јашију и Букурешту објаљени су у Влашкој 1831. и Молдавији 1832. године Њима је успостављена равнотежа између овлашћења кнеза и опште скупштине која је представљала изборно тело (око 40 чланова на 3000 гласача у Влашкој, још мање у Молдавији) бирано на сваких 5 година. Скупштина је потврђивала законе и буџет, имала право репрезентације код кнеза, сизеренске и силе заштитнице. Кнез је биран доживотно из редова значајнијих бојара на проширеној ванредној скупштини којој су били прикључени представници трговаца и занатлија. Он је постављао министре и чиновнике, имао право апсолутног вета у законодавству и овлашћење да уз пристанак Османског царства и Русије одложи редовну скупштину. Статутима је установљена цивилна администрација, једнообразан лични порез, независно судство, ефикасно чиновништво и државно школство. Одредбе уговора које су се односиле на румунске земље потврђене су јануара 1834. године када је султан издао статуте као сопствене фермане, руски цар пристао на повлачење руске окупационе војске, а заједно су одлучили да само први пут именују кнежеве на седам година, што је Русији одговорало због великог неповерења у бојаре. Кисељев је напустио кнежевине априла 1834. Русија је даљи утицај на њих вршила преко свог генералног конзула у Букурешту и његовог помоћника у Јашију.